# 2007年岡比亞國民議會選舉
甘比亞於2007年1月25日舉行國民議會選舉。選舉產生了48名國民議會議員，另外5名由甘比亞總統任命。結果是執政的愛國調整與建設聯盟（APRC）獲勝，贏得了48個席位中的42個。
選舉結束後，甘比亞總統葉海亞·賈梅對選舉結果表示滿意，並表示“選民已經把國會的兩個空桶扔掉了”；據信，這指的是甘比亞兩位著名反對派政治家哈利法·薩拉赫和哈馬特·巴在選舉中的失敗。